# Carretera de Nebraska 17
La Carretera de Nebraska 17 (en inglés: Nebraska Highway 17) y abreviada NE 17, con una longitud de 17,43 millas (28,1 km), es una carretera estatal de sentido sur-norte ubicada en el estado estadounidense de Nebraska. La Carretera de Nebraska 17 cuenta con una terminal sur en la frontera de Kansas al sur de Culbertson y un terminal norte en Culbertson en una intersección con U.S. Route 6 y U.S. Route 34. La autopista se extiende a Kansas en su extremo sur a través de Carretera de Kansas K-117.

## Cruces
Los principales cruces de la Carretera de Nebraska 17 son las siguientes:
| Condado | Ubicación  | Millas | Cruces     | Notas                            |
| ------- | ---------- | ------ | ---------- | -------------------------------- |
|         |            | 0.00   | KS 117 Sur | Frontera de Kansas, terminal sur |
|         | Culbertson | 17.43  | US 6 US 34 | Terminal norte                   |